# Viktória Forster
Viktória Forster (Hronec, 8 aprile 2002) è un'ostacolista e velocista slovacca, primatista nazionale dei 100 metri piani e dei 100 metri ostacoli.

## Record nazionali
Seniores
- 100 metri piani: 11"26 ( Banská Bystrica, 20 luglio 2023)
- 100 metri ostacoli: 8"03 ( Chengdu, 4 agosto 2023)
- 60 metri ostacoli indoor: 8"03 ( Bratislava, 19 febbraio 2023)

Juniores (under 20)
- 200 metri piani indoor: 22"33 ( Bratislava, 23 febbraio 2020)

## Progressione

### 100 metri piani
| Stagione | Misura | Luogo           | Data      | Rank. Mond. |
| -------- | ------ | --------------- | --------- | ----------- |
| 2023     | 11"26  | Banská Bystrica | 20-7-2023 |             |
| 2022     | 11"46  | Trnava          | 25-6-2022 |             |
| 2021     | 11"54  | Nairobi         | 18-8-2021 |             |
| 2020     | 11"71  | Trnava          | 4-7-2020  |             |
| 2019     | 11"88  | Brno            | 1-6-2019  |             |
| 2018     | 12"08  | Banská Bystrica | 23-6-2018 |             |
| 2017     | 12"64  | Schwechat       | 4-6-2017  |             |

### 200 metri piani
| Stagione | Misura | Luogo           | Data       | Rank. Mond. |
| -------- | ------ | --------------- | ---------- | ----------- |
| 2023     |        |                 |            |             |
| 2022     | 24"45  | Banská Bystrica | 15-9-2022  |             |
| 2021     | 24"34  | Ostrava         | 19-5-2021  |             |
| 2020     | 24"10  | Trnava          | 20-9-2020  |             |
| 2019     | 24"19  | Bratislava      | 23-6-2019  |             |
| 2018     | 24"56  | Buenos Aires    | 16-10-2018 |             |

### 100 metri ostacoli
| Stagione | Misura | Luogo    | Data      | Rank. Mond. |
| -------- | ------ | -------- | --------- | ----------- |
| 2023     | 12"72  | Chengdu  | 4-8-2023  |             |
| 2022     | 13"12  | Kuortane | 18-6-2022 |             |
| 2021     | 13"58  | Trnava   | 27-6-2021 |             |
| 2020     | 14"02  | Šamorín  | 11-9-2020 |             |

### 60 metri piani indoor
| Stagione | Misura | Luogo      | Data      | Rank. Mond. |
| -------- | ------ | ---------- | --------- | ----------- |
| 2022/23  | 7"34   | Bratislava | 18-2-2023 |             |
| 2021/22  | 7"28   | Bratislava | 26-2-2022 |             |
| 2020/21  | 7"56   | Bratislava | 27-2-2021 |             |
| 2019/20  | 7"53   | Bratislava | 7-3-2020  |             |
| 2018/19  | 7"62   | Bratislava | 16-2-2019 |             |
| 2017/18  | 7"89   | Bratislava | 17-2-2018 |             |
| 2016/17  | 8"17   | Bratislava | 26-2-2017 |             |

### 200 metri piani indoor
| Stagione | Misura | Luogo      | Data      | Rank. Mond. |
| -------- | ------ | ---------- | --------- | ----------- |
| 2020/21  | 25"16  | Bratislava | 28-2-2021 |             |
| 2019/20  | 24"58  | Bratislava | 23-2-2020 |             |
| 2018/19  | 25"14  | Bratislava | 3-3-2019  |             |
| 2017/28  | 26"06  | Bratislava | 18-2-2018 |             |

### 60 metri ostacoli indoor
| Stagione | Misura | Luogo      | Data      | Rank. Mond. |
| -------- | ------ | ---------- | --------- | ----------- |
| 2022/23  | 8"03   | Bratislava | 19-2-2023 |             |
| 2021/22  | 8"16   | Bratislava | 27-2-2022 |             |
| 2020/21  | 8"81   | Bratislava | 27-2-2021 |             |

## Palmarès
| Anno | Manifestazione      | Sede         | Evento      | Risultato   | Prestazione | Note                                     |
| ---- | ------------------- | ------------ | ----------- | ----------- | ----------- | ---------------------------------------- |
| 2018 | Europei U18         | Gyor         | 100 m piani | Semifinale  | 12"33       |                                          |
| 2018 | Europei U18         | Gyor         | 200 m piani | Batteria    | 24"86       |                                          |
| 2018 | Europei U18         | Gyor         | 4x100 m     | Batteria    | dq          |                                          |
| 2018 | Olimpiadi giovanili | Buenos Aires | 200 m piani | 14ª         | 49"84       | [ 1 ] [ 2 ]                              |
| 2021 | Europei U20         | Tallinn      | 100 m piani | Semifinale  | 11"70       |                                          |
| 2021 | Europei U20         | Tallinn      | 200 m piani | Batteria    | 24"50       |                                          |
| 2021 | Europei U20         | Tallinn      | 100 m hs    | Semifinale  | 13"72       |                                          |
| 2021 | Mondiali U20        | Nairobi      | 100 m piani | 6ª          | 11"59       | [ 3 ]                                    |
| 2021 | Mondiali U20        | Nairobi      | 200 m piani | Batteria    | dns         | [ 4 ]                                    |
| 2021 | Mondiali U20        | Nairobi      | 100 m hs    | Finale      | dq          | TR22.6.2                                 |
| 2022 | Mondiali indoor     | Belgrado     | 60 m piani  | Batteria    | 7"35        | [ 6 ]                                    |
| 2022 | Mondiali indoor     | Belgrado     | 60 m hs     | Semifinale  | 8"22        | [ 7 ] [ 8 ]                              |
| 2022 | Europei             | Monaco       | 60 m piani  | Batteria    | 11"72       |                                          |
| 2022 | Europei             | Monaco       | 100 m hs    | Semifinale  | 13"50       | [ 9 ]                                    |
| 2023 | Europei indoor      | Istanbul     | 60 m piani  | Batteria    | 7"51        |                                          |
| 2023 | Europei indoor      | Istanbul     | 60 m hs     | Batteria    | 8"24        |                                          |
| 2023 | Europei U23         | Espoo        | 100 m hs    | Batteria    | 13"69       |                                          |
| 2023 | Europei U23         | Espoo        | 4x100 m     | 7ª          | 45"06       |                                          |
| 2023 | Giochi universitari | Chengdu      | 100 m piani | Argento     | 11"34       |                                          |
| 2023 | Giochi universitari | Chengdu      | 100 m hs    | Oro         | 12"72       | Record nazionale                         |
| 2023 | Mondiali            | Budapest     | 100 m hs    | Batteria    | 13"47       | [ 10 ]                                   |
| 2024 | Mondiali indoor     | Glasgow      | 60 m hs     | Semifinale  | 8"04        | Miglior prestazione personale stagionale |
| 2024 | Europei             | Roma         | 100 m piani | Batteria    | 11"50       |                                          |
| 2024 | Europei             | Roma         | 100 m hs    | 8ª          | 13"25       |                                          |
| 2024 | Giochi olimpici     | Parigi       | 100 m piani | Batteria    | 11"44       | Miglior prestazione personale stagionale |
| 2024 | Giochi olimpici     | Parigi       | 100 m hs    | Ripescaggio | 12"88       |                                          |
| 2025 | Europei indoor      | Apeldoorn    | 60 m piani  | Semifinale  | 7"28        |                                          |
| 2025 | Europei indoor      | Apeldoorn    | 60 m hs     | Batteria    | 8"11        |                                          |
| 2025 | Mondiali indoor     | Nanchino     | 60 m piani  | Batteria    | 7"39        |                                          |
| 2025 | Mondiali indoor     | Nanchino     | 60 m hs     | Batteria    | 8"26        |                                          |

## Campionati nazionali
- 2 volte campionessa nazionale slovacca indoor della staffetta 4x200 m (2020, 2021)
- 2 volte campionessa nazionale slovacca della staffetta 4x100 m (2020, 2021)
- 2 volte campionessa nazionale slovacca indoor dei 60 m (2022, 2023)
- 2 volte campionessa nazionale slovacca indoor dei 60 m hs (2022, 2023)
- 2 volta campionessa nazionale slovacca indoor dei 200 m (2018, 2020)
- 1 volta campionessa nazionale slovacca dei 200 m (2020)
- 1 volta campionessa nazionale slovacca dei 100 m (2022)
- 1 volta campionessa nazionale slovacca dei 100 m hs (2022)

2017
- 8ª ai campionati slovacchi (Banská Bystrica), 100 m piani - 12"82

2018
- 4ª ai campionati slovacchi indoor (Bratislava), 60 m piani - 7"89
- Oro ai campionati slovacchi indoor (Bratislava), 200 m piani - 26"06

2019
- Argento ai campionati slovacchi indoor (Bratislava), 60 m piani - 7"63
- Argento ai campionati slovacchi indoor (Bratislava), 200 m piani - 25"29
- Argento ai campionati slovacchi indoor (Bratislava), staffetta 4x200 m - 1'44"32

2020
- Argento ai campionati slovacchi indoor (Bratislava), 60 m piani - 7"59
- Oro ai campionati slovacchi indoor (Bratislava), 200 m piani - 24"58
- Oro ai campionati slovacchi indoor (Bratislava), staffetta 4x200 m - 1'41"04
- Argento ai campionati slovacchi (Trnava), 100 m piani - 11"82
- Oro ai campionati slovacchi (Trnava), 200 m piani - 24"53
- Oro ai campionati slovacchi (Trnava), staffetta 4x100 m - 45"81

2021
- Argento ai campionati slovacchi indoor (Bratislava), 60 m piani - 7"59
- Oro ai campionati slovacchi indoor (Bratislava), staffetta 4x200 m - 1'44"12
- Argento ai campionati slovacchi (Trnava), 100 m piani - 11"67
- Argento ai campionati slovacchi (Trnava), 100 m ostacoli - 13"58
- Oro ai campionati slovacchi (Trnava), staffetta 4x100 m - 46"81

2022
- Oro ai campionati slovacchi indoor (Bratislava), 60 m piani - 7"28
- Oro ai campionati slovacchi indoor (Bratislava), 60 m ostacoli - 8"16
- Oro ai campionati slovacchi (Trnava), 100 m piani - 11"51
- Oro ai campionati slovacchi (Trnava), 100 m ostacoli - 11"36

2023
- Oro ai campionati slovacchi indoor (Bratislava), 60 m piani - 7"34
- Oro ai campionati slovacchi indoor (Bratislava), 60 m ostacoli - 8"03

## Altre competizioni internazionali
2019
- 4ª al Festival olimpico della gioventù europea ( Baku), 200 m piani - 24"47[11]
- 5ª in semifianle al Festival olimpico della gioventù europea ( Baku), staffetta svedese - 2'13"60
- 8ª ai Campionati europei a squadre - First League, ( Sandnes), 100 m piani - 12"48
- 8ª ai Campionati europei a squadre - First League, ( Sandnes), staffetta 4x100 m - 46"50

2021
- 7ª ai Campionati europei a squadre - Second League, ( Stara Zagora), 200 m piani - 24"37
- 4ª ai Campionati europei a squadre - Second League, ( Stara Zagora), staffetta 4x100 m - 45"29

2023
- 6ª ai Campionati europei a squadre - Seconda divisione, ( Chorzów), staffetta 4x100 m - 44"69